# Oblinghem
Oblinghem [ɔblɛ̃ɡɛm] est une commune française située dans le département du Pas-de-Calais en région Hauts-de-France. Ses habitants sont appelés les Oblinghemois. La commune est membre de la communauté d'agglomération de Béthune-Bruay, Artois-Lys Romane.

## Géographie

### Localisation
Localisée dans l'est du département du Pas-de-Calais, Oblinghem est un village périurbain de la périphérie de Béthune (chef-lieu d'arrondissement), en Flandres artésiennes.
Il se trouve à 33 km à vol d'oiseau  à l'ouest de Lille, 21 km au nord-ouest de Lens, à 9 km au nord de Bruay-la-Buissière, 34 km au sud-est de Saint-Omer, 20 km au sud de Hazebrouck, 24 km de la frontière franco-belge et 40 km au sud-ouest d'Ypres.
La commune se trouve dans l'aire d'attraction de Béthune, ainsi que dans son unité urbaine, son  bassin de vie et son bassin d'emploi
Le territoire de la commune est limitrophe de ceux de trois communes.
Les communes limitrophes sont  Chocques, Gonnehem et Vendin-lès-Béthune.

### Géologie et relief
La superficie de la commune est de 1,27 km2 ; son altitude varie de 19  à   25 mètres.

### Hydrographie

#### Réseau hydrographique
La commune est située dans le bassin Artois-Picardie.
Elle est traversée par le Lanoy,,.

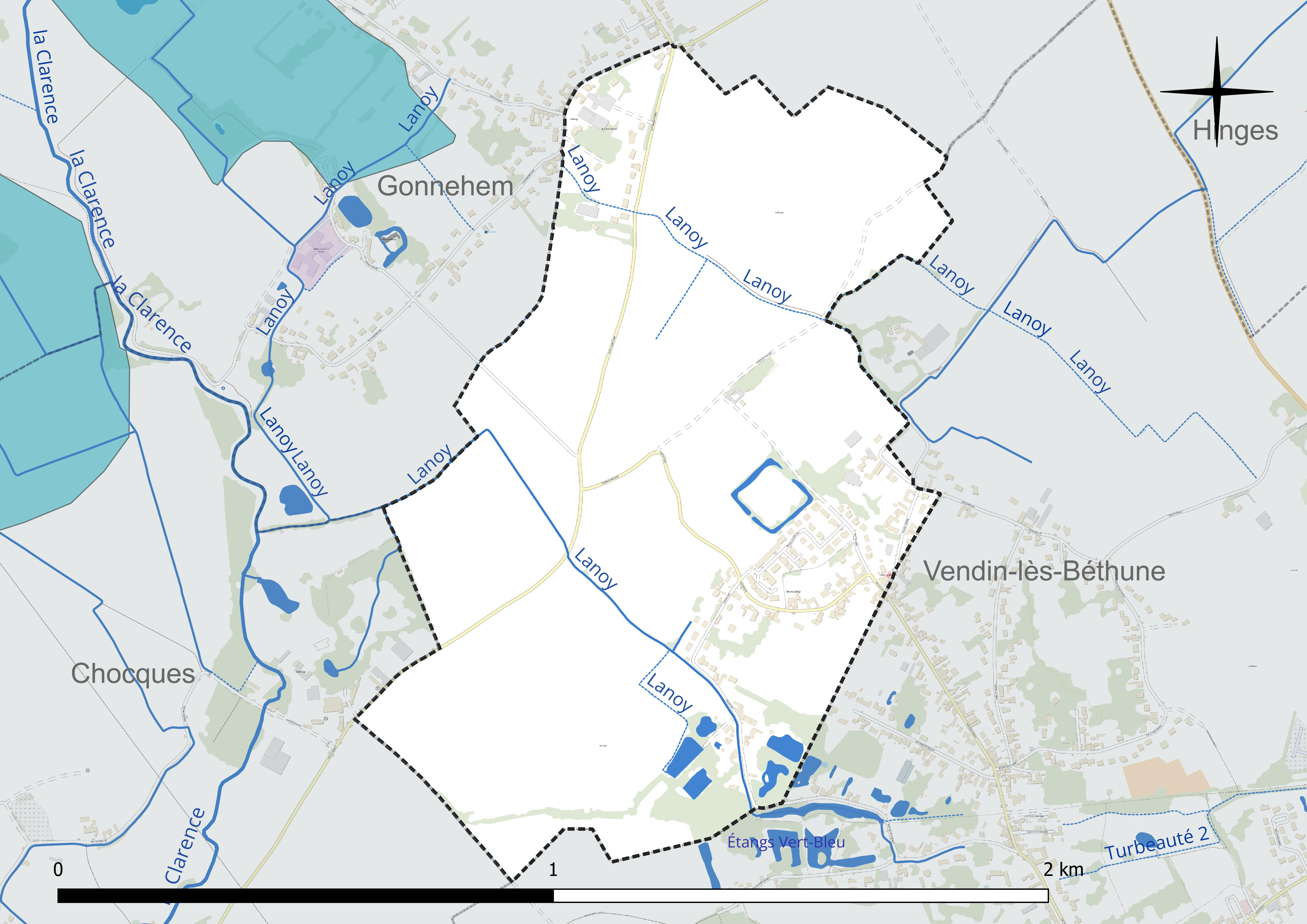
Réseau hydrographique d'Oblinghem.

#### Gestion et qualité des eaux
Le territoire communal est couvert par le schéma d'aménagement et de gestion des eaux (SAGE) « Lys ». Ce document de planification concerne un territoire de 1 835 km2 de superficie, délimité par le bassin versant de la Lys. Le périmètre a été arrêté le 29 mai 1995 et le SAGE proprement dit a été approuvé le 6 août 2010, puis révisé le 20 septembre 2019. La structure porteuse de l'élaboration et de la mise en œuvre est le syndicat mixte pour l'élaboration du SAGE de la Lys (SYMSAGEL).
La qualité des cours d'eau peut être consultée sur un site dédié géré par les agences de l'eau et l'Agence française pour la biodiversité.

### Climat
Pour des articles plus généraux, voir Climat des Hauts-de-France et Climat du Nord-Pas-de-Calais.
En 2010, le climat de la commune est de type climat océanique dégradé des plaines du Centre et du Nord, selon une étude du CNRS s'appuyant sur une série de données couvrant la période 1971-2000. En 2020, Météo-France publie une typologie des climats de la France métropolitaine dans laquelle la commune est exposée à un climat océanique et est dans la région climatique Côtes de la Manche orientale, caractérisée par un faible ensoleillement (1 550 h/an) ; forte humidité de l'air (plus de 20 h/jour avec humidité relative > 80 % en hiver), vents forts fréquents.
Pour la période 1971-2000, la température annuelle moyenne est de 10,6 °C, avec une amplitude thermique annuelle de 13,9 °C. Le cumul annuel moyen de précipitations est de 727 mm, avec 12 jours de précipitations en janvier et 8,8 jours en juillet. Pour la période 1991-2020, la température moyenne annuelle observée sur la station météorologique la plus proche, située sur la commune de Lillers à 8 km à vol d'oiseau, est de 11,1 °C et le cumul annuel moyen de précipitations est de 731,5 mm,. Pour l'avenir, les paramètres climatiques de la commune estimés pour 2050 selon différents scénarios d'émission de gaz à effet de serre sont consultables sur un site dédié publié par Météo-France en novembre 2022.

### Milieux naturels et biodiversité
L’Inventaire national du patrimoine naturel (INPN) recense plusieurs espèces faunistiques et floristiques sur le territoire de la commune dont certaines sont protégées et d’autres menacées et quasi-menacées.

## Urbanisme

### Typologie
Au 1er janvier 2024, Oblinghem est catégorisée ceinture urbaine, selon la nouvelle grille communale de densité à sept niveaux définie par l'Insee en 2022.
Elle appartient à l'unité urbaine de Béthune, une agglomération inter-départementale regroupant 94  communes, dont elle est une commune de la banlieue,,.
Par ailleurs la commune fait partie de l'aire d'attraction de Béthune, dont elle est une commune de la couronne,. Cette aire, qui regroupe 23 communes, est catégorisée dans les aires de 50 000 à moins de 200 000 habitants,.

### Occupation des sols

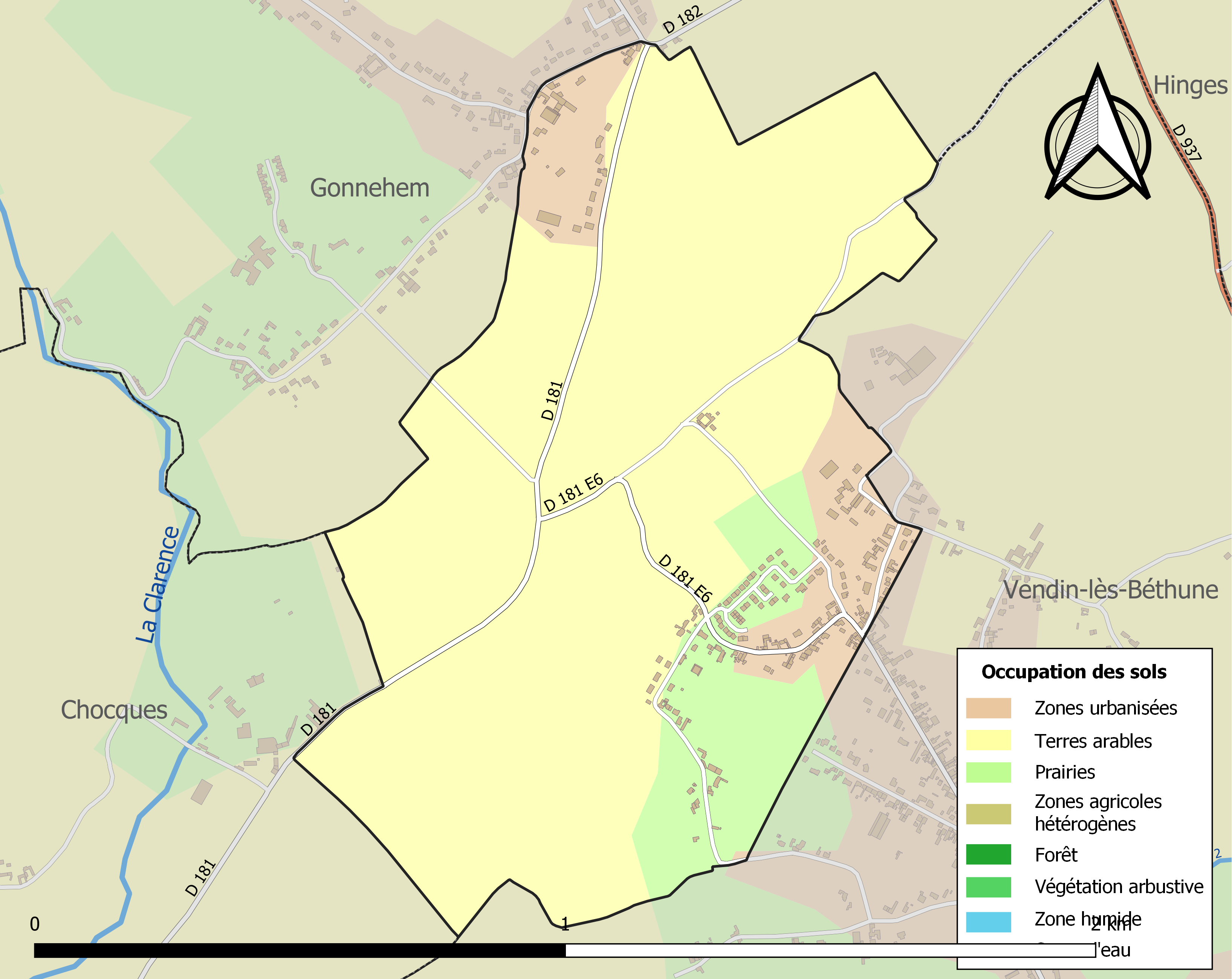
Carte des infrastructures et de l'occupation des sols de la commune en 2018 (CLC).

L'occupation des sols de la commune, telle qu'elle ressort de la base de données européenne d'occupation biophysique des sols Corine Land Cover (CLC), est marquée par l'importance des territoires agricoles (88,7 % en 2018), une proportion identique à celle de 1990 (88,7 %).
La répartition détaillée en 2018 est la suivante : terres arables (77,7 %), zones urbanisées (11,3 %), prairies (11,1 %).
L'évolution de l'occupation des sols de la commune et de ses infrastructures peut être observée sur les différentes représentations cartographiques du territoire : la carte de Cassini (XVIIIe siècle), la carte d'état-major (1820-1866) et les cartes ou photos aériennes de l'IGN pour la période actuelle (1950 à aujourd'hui).

### Habitat et logement
En 2021, le nombre total de logements dans la commune était de 154, alors qu'il était de 145 en 2016 et de 96 en 2011.
Parmi ces logements, 96,1 % étaient des résidences principales, 0,7 % des résidences secondaires et 3,3 % des logements vacants. Ces logements étaient pour 96,7 % d'entre eux des maisons individuelles et pour 3,3 % des appartements.
Le tableau ci-dessous présente la typologie des logements à Oblinghem en 2021 en comparaison avec celle du Pas-de-Calais et de la France entière. Une caractéristique marquante du parc de logements est ainsi la faible proportion des résidences secondaires et logements occasionnels (0,7 %) par rapport au département (6,5 %) et à la France entière (9,7 %).
| Typologie                                               | Oblinghem | Pas-de-Calais | France entière |
| ------------------------------------------------------- | --------- | ------------- | -------------- |
| Résidences principales (en %)                           | 96,1      | 86,1          | 82,2           |
| Résidences secondaires et logements occasionnels (en %) | 0,7       | 6,5           | 9,7            |
| Logements vacants (en %)                                | 3,3       | 7,3           | 8,1            |

## Toponymie
Le nom de la localité est attesté sous les formes Ablingeham en 1157 ; Amblingehem en 1163 ; Obligehen en 1194 ; Amblinghehem en 1277 ; Ablinguehen en1318) ; Amblynghuhem en 1326 ; Ombelinghehem en 1328 ; Oblinguehem en 1360 ; Obelingehem en 1462 ; Aublinguehem en 1469 ; Aubligehem en 1489 ; Aubenghuien en 1580 ; Amblinquehem en 1640 ; Aubling-hem ou Oblinghem en 1739 ; Oblinghem en 1793  et depuis 1801.
Toponyme germanique composé de trois termes : obl-ing-hem, traduisible par « demeure du peuple de Obl ».

## Histoire

### Première Guerre mondiale
La commune est décorée de la croix de guerre 1914-1918 par décret du 16 juin 1921, distinction également attribuée à 276 autres communes du Pas-de-Calais.

## Politique et administration

### Rattachements administratifs et électoraux

#### Rattachements administratifs
La commune se trouve dans l'arrondissement de Béthune du département du Pas-de-Calais.
Elle faisait partie de 1801 à 1973 du canton de Béthune, année où celui-ci est scindé et la commune rattachée au canton de Béthune-Nord. Dans le cadre du redécoupage cantonal de 2014 en France, cette circonscription administrative territoriale a disparu, et le canton n'est plus qu'une circonscription électorale.

#### Rattachements électoraux
Pour les élections départementales, la commune fait partie depuis 2014 d'un nouveau canton de Béthune.
Pour l'élection des députés, la commune fait partie de la neuvième circonscription du Pas-de-Calais.

### Commune et intercommunalités
Oblinghem était membre de la communauté d'agglomération de l'Artois, un établissement public de coopération intercommunale (EPCI) à fiscalité propre auquel la commune avait transféré un certain nombre de ses compétences, dans les conditions déterminées par le code général des collectivités territoriales.
Dans le cadre des dispositions de la loi portant nouvelle organisation territoriale de la République du 7 août 2015, qui prévoit que les établissements publics de coopération intercommunale (EPCI) à fiscalité propre doivent avoir un minimum de 15 000 habitants, cette intercommunalité a fusionné avec ses voisines pour former, le 1er janvier 2017, la communauté d'agglomération de Béthune-Bruay, Artois-Lys Romane, dont est désormais membre la commune. Cette communauté d'agglomération de Béthune-Bruay, Artois-Lys Romane regroupe 100 communes et totalise 275 327 habitants en 2021.

### Élections municipales et communautaires

#### Liste des maires
| Période                                  | Période                       | Identité                             | Étiquette             | Qualité                                |
| ---------------------------------------- | ----------------------------- | ------------------------------------ | --------------------- | -------------------------------------- |
| Les données manquantes sont à compléter. |                               |                                      |                       |                                        |
| 1792                                     | 1794                          | Jean-Baptiste Lemaitre               |                       |                                        |
| 1794                                     | 1808                          | Augustin Joseph Bollet               |                       | Frère du député Philippe-Albert Bollet |
| 1808                                     | 1833                          | Jean Hugues Joseph Policarpe Pottiez |                       |                                        |
| 1833                                     | 1851                          | Jean-Baptiste Joseph Behin           |                       |                                        |
| 1851                                     | 1878                          | Pierre Delvallé                      |                       | Cultivateur                            |
| 1878                                     | 1892                          | Augustin Delemaire                   |                       | Propriétaire                           |
| 1892                                     | Septembre 1913                | Victor François Joseph Delcroix      |                       | Comptable, Mort en fonction            |
| 1913                                     | 1935                          | Henri Carpentier                     |                       | Cultivateur                            |
| 1935                                     | 1943                          | Désiré Auguste Joseph Delelis        |                       | Cultivateur, mort en fonction          |
| 1943                                     | 1977                          | Louis Alcide Gourdin                 |                       |                                        |
| mars 1977                                | mars 2001                     | Bernard Blondel                      | PCF                   |                                        |
| mars 2001                                | mai 2020                      | André Carpentier,                    | SE (mais soutien PCF) | Agriculteur retraité                   |
| mai 2020,                                | En cours (au 23 janvier 2024) | Christophe Desquiret                 |                       | Enseignant en Physique Chimie          |

## Population et société

### Démographie
Les habitants sont appelés les Oblinghemois.

#### Évolution démographique
L'évolution du nombre d'habitants est connue à travers les recensements de la population effectués dans la commune depuis 1793. Pour les communes de moins de 10 000 habitants, une enquête de recensement portant sur toute la population est réalisée tous les cinq ans, les populations de référence des années intermédiaires étant quant à elles estimées par interpolation ou extrapolation. Pour la commune, le premier recensement exhaustif entrant dans le cadre du nouveau dispositif a été réalisé en 2005.

En 2022, la commune comptait 384 habitants, en évolution de +3,23 % par rapport à 2016 (Pas-de-Calais : −0,72 %, France hors Mayotte : +2,11 %).
| 1793 | 1800 | 1806 | 1821 | 1831 | 1836 | 1841 | 1846 | 1851 |
| ---- | ---- | ---- | ---- | ---- | ---- | ---- | ---- | ---- |
| 127  | 124  | 156  | 147  | 126  | 147  | 146  | 154  | 155  |

| 1856 | 1861 | 1866 | 1872 | 1876 | 1881 | 1886 | 1891 | 1896 |
| ---- | ---- | ---- | ---- | ---- | ---- | ---- | ---- | ---- |
| 154  | 171  | 177  | 189  | 205  | 175  | 166  | 172  | 163  |

| 1901 | 1906 | 1911 | 1921 | 1926 | 1931 | 1936 | 1946 | 1954 |
| ---- | ---- | ---- | ---- | ---- | ---- | ---- | ---- | ---- |
| 163  | 177  | 193  | 176  | 220  | 224  | 223  | 215  | 231  |

| 1962 | 1968 | 1975 | 1982 | 1990 | 1999 | 2005 | 2006 | 2010 |
| ---- | ---- | ---- | ---- | ---- | ---- | ---- | ---- | ---- |
| 251  | 232  | 230  | 221  | 223  | 225  | 216  | 209  | 219  |

| 2015 | 2020 | 2022 | - | - | - | - | - | - |
| ---- | ---- | ---- | - | - | - | - | - | - |
| 364  | 381  | 384  | - | - | - | - | - | - |

#### Pyramide des âges
La population de la commune est relativement jeune.
En 2018, le taux de personnes d'un âge inférieur à 30 ans s'élève à 40,9 %, soit au-dessus de la moyenne départementale (36,7 %). À l'inverse, le taux de personnes d'âge supérieur à 60 ans est de 18,9 % la même année, alors qu'il est de 24,9 % au niveau départemental.
En 2018, la commune comptait 186 hommes pour 194 femmes, soit un taux de 51,05 % de femmes, légèrement inférieur au taux départemental (51,50 %).
Les pyramides des âges de la commune et du département s'établissent comme suit.
| Hommes | Classe d’âge | Femmes |
| ------ | ------------ | ------ |
| 0,0    | 90 ou +      | 1,5    |
| 4,8    | 75-89 ans    | 5,1    |
| 11,8   | 60-74 ans    | 14,4   |
| 20,4   | 45-59 ans    | 20,0   |
| 17,2   | 30-44 ans    | 22,6   |
| 21,0   | 15-29 ans    | 12,3   |
| 24,7   | 0-14 ans     | 24,1   |

| Hommes | Classe d’âge | Femmes |
| ------ | ------------ | ------ |
| 0,5    | 90 ou +      | 1,6    |
| 5,6    | 75-89 ans    | 8,9    |
| 16,7   | 60-74 ans    | 18,1   |
| 20,2   | 45-59 ans    | 19,2   |
| 18,9   | 30-44 ans    | 18,1   |
| 18,2   | 15-29 ans    | 16,2   |
| 19,9   | 0-14 ans     | 17,9   |

### Manifestations culturelles et festivités
- La ducasse d’Oblinghem a lieu à la mi-septembre[30].

### Cultes
La commune ne dispose ni d'église (vendue lors de la Révolution, puis démolie), ni de cimetière. Les habitants utilisent ces équipements de Vendin-lès-Béthune.

## Culture locale et patrimoine

### Lieux et monuments
- La commune ne dispose pas de monument aux morts mais de deux plaques commémoratives[32].

### Héraldique
| Blason de Oblinghem | Blason  | Écartelé d'argent et d'azur, à la croix brochant de l'un en l'autre. |
| Blason de Oblinghem | Détails | Adopté par la municipalité 1996.                                     |

## Pour approfondir

#### Bases de données, dictionnaires et encyclopédies
- Ressources relatives à la géographie :   - Insee (communes)
  - Ldh/EHESS/Cassini
- Ressource relative à plusieurs domaines :   - Annuaire du service public français
- Notices d'autorité :   - BnF (données)